# 2011 UA411
2011 UA411, também escrito como 2011 UA411, é um objeto transnetuniano que está localizado no Cinturão de Kuiper, uma região do Sistema Solar. Este corpo celeste é classificado como um plutino, pois, o mesmo está em uma ressonância orbital de 2:3 com o planeta Netuno. Ele possui uma magnitude absoluta de 9,3 e tem um diâmetro estimado com 61 quilômetros.

## Descoberta
2011 UA411 foi descoberto no dia 26 de outubro de 2011 pelo astrônomo M. Alexandersen.

## Órbita
A órbita de 2011 UA411 tem uma excentricidade de 0,244 e possui um semieixo maior de 39,184 UA. O seu periélio leva o mesmo a uma distância de 29,622 UA em relação ao Sol e seu afélio a 48,746 UA.